# Cấp số nhân

Kích cỡ tiêu chuẩn quốc tế của giấy là một cấp số nhân với công bội là

Trong toán học, một cấp số nhân (tiếng Anh: geometric progression hoặc geometric sequence) là một dãy số thoả mãn điều kiện kể từ số hạng thứ hai, mỗi số hạng đều là tích của số hạng đứng ngay trước nó với một số không đổi. Hằng số này được gọi là công bội của cấp số nhân.
Như vậy, một cấp số nhân có dạng
{\displaystyle a,ar,ar^{2},ar^{3},ar^{4},\ldots }
trong đó r là công bội và a là số hạng đầu tiên.

## Số hạng tổng quát
Số hạng thứ n của cấp số nhân được tính bằng công thức
| {\displaystyle a_{n}=a\,r^{n-1}}                                                                                           | trong đó n là số nguyên thoả mãn {\displaystyle n\geq 1} |
| Công bội khi đó là |                                                          |
| {\displaystyle r=\left({\frac {a_{n}}{a}}\right)^{\frac {1}{n-1}}} hoặc {\displaystyle r={\sqrt[{n-1}]{\frac {a_{n}}{a}}}} | trong đó n là số nguyên thoả mãn {\displaystyle n\geq 1} |

## Ví dụ
- Cấp số nhân với công bội là 2 và phần tử đầu tiên là 1

1, 2, 4, 8, 16, 32, 64, 128, 256, 512, 1024,....
Cấp số nhân với công bội 2/3 và phần tử đầu tiên là 729:
729 (1, 2/3, 4/9, 8/27, 16/81, 32/243, 64/729,....) = 729, 486, 324, 216, 144, 96, 64,....
Cấp số nhân với công bội −1 và phần tử đầu là 3
3 (1, −1, 1, −1, 1, −1, 1, −1, 1, −1,....) = 3, −3, 3, −3, 3, −3, 3, −3, 3, −3,....
Sự thay đổi của cấp số nhân tuỳ theo giá trị của công bội.
Nếu công bội là:
- Số dương: Các số hạng luôn có dấu cố định.
- Số âm: các số hạng là đan dấu giữa âm và dương..
- 0, mọi số hạng bằng 0.
- Lớn hơn 1, các số hạng tăng theo hàm mũ tới vô cực dương hoặc âm.
- 1, là một dãy không đổi.
- Giữa 1 và −1 nhưng khác không, chúng giảm theo hàm mũ về 0.
- −1, là một dãy đan dấu.
- Nhỏ hơn −1, chúng tăng theo hàm mũ về vô cực (dương và âm).

## Tổng
Tổng các phần tử của cấp số nhân:
{\displaystyle \sum _{k=0}^{n}ar^{k}=ar^{0}+ar^{1}+ar^{2}+ar^{3}+\cdots +ar^{n}\,}
Nhân cả hai vế với (1-r):
{\displaystyle (1-r)S_{n+1}=(1-r)\sum _{k=0}^{n}ar^{k}=a-ar^{n+1}\,}
vì tất cả các số hạng khác đã loại trừ lẫn nhau. Từ đó:
{\displaystyle S_{n+1}=\sum _{k=0}^{n}ar^{k}={\frac {a(1-r^{n+1})}{1-r}}}
Chú ý: Nếu tổng không khởi đầu từ 0 mà từ m > 0 và m < n ta có
{\displaystyle \sum _{k=m}^{n}ar^{k}={\frac {a(r^{m}-r^{n+1})}{1-r}}}
Vi phân của tổng theo biến r là tổng dạng
{\displaystyle \sum _{k=0}^{n}k^{s}r^{k}}
{\displaystyle {\operatorname {d}  \over \operatorname {d} \!r}\sum _{k=0}^{n}r^{k}=\sum _{k=0}^{n}kr^{k-1}={\frac {1-r^{n+1}}{(1-r)^{2}}}-{\frac {(n+1)r^{n}}{1-r}}}

### Tổng vô hạn
Nếu cấp số nhân có vô hạn phần tử thì tổng {\displaystyle S_{n}} là hội tụ khi {\displaystyle n\to \infty } khi và chỉ khi giá trị tuyệt đối  của công bội nhỏ hơn một (| r | < 1).
{\displaystyle S=\sum _{k=0}^{\infty }ar^{k}=\lim _{n\to \infty }{\sum _{k=0}^{n}ar^{k}}=\lim _{n\to \infty }{\frac {a(1-r^{n+1})}{1-r}}={\frac {a}{1-r}}}
Khi tổng không khởi đầu từ k = 0, ta có
{\displaystyle \sum _{k=m}^{\infty }ar^{k}={\frac {ar^{m}}{1-r}}}
Cả hai công thức chỉ đúng khi | r | < 1. Công thức sau cũng đúng trong mọi đại số Banach, khi chuẩn (norm) của r nhỏ hơn 1, và trong trường của các số p-adic nếu |r|p < 1. Cũng như trong tổng hữu hạn, ta có vi phân của tổng.
Chẳng hạn,
{\displaystyle {\operatorname {d}  \over \operatorname {d} \!r}\sum _{k=0}^{\infty }r^{k}=\sum _{k=0}^{\infty }kr^{k-1}={\frac {1}{(1-r)^{2}}}}
Tất nhiên công thức chỉ đúng khi | r | < 1.

### Số phức
Công thức tính tổng của cấp số nhân cũng đúng khi các phần tử là các số phức. Điều này được sử dụng, cùng với Công thức Euler, để tính một vài tổng như:
{\displaystyle \sum _{k=0}^{\infty }{\frac {\sin(kx)}{r^{k}}}={\frac {1}{2i}}\left[\sum _{k=0}^{\infty }\left({\frac {e^{ix}}{r}}\right)^{k}-\sum _{k=0}^{\infty }\left({\frac {e^{-ix}}{r}}\right)^{k}\right]}.
{\displaystyle \sum _{k=0}^{\infty }{\frac {\cos(kx)}{r^{k}}}={\frac {1}{2}}\left[\sum _{k=0}^{\infty }\left({\frac {e^{ix}}{r}}\right)^{k}+\sum _{k=0}^{\infty }\left({\frac {e^{-ix}}{r}}\right)^{k}\right]}
Từ đó có:
{\displaystyle \sum _{k=0}^{\infty }{\frac {\sin(kx)}{r^{k}}}={\frac {r\sin(x)}{1+r^{2}-2r\cos(x)}}}
{\displaystyle \sum _{k=0}^{\infty }{\frac {\cos(kx)}{r^{k}}}={\frac {r-cos(x)}{1+r^{2}-2r\cos(x)}}}